# Armia lotnicza
Armia lotnicza – związek operacyjny lotnictwa przeznaczony do działań we współdziałaniu z innymi rodzajami wojsk oraz samodzielnego wykonywania zadań operacyjnych i strategicznych.
Armia lotnicza operuje zazwyczaj w składzie frontu lub grupy armii. W jej skład wchodzą związki taktyczne i samodzielne oddziały różnych rodzajów lotnictwa bojowego i oddziały logistycznego zabezpieczenia naziemnego. W skład armii lotniczej mogą wchodzić również oddziały lotnictwa pomocniczego, a także oddziały (pododdziały) samolotów-pocisków. W Armii Czerwonej armie lotnicze były tworzone od 1932 roku.